# Сант-Антонио-ин-Кампо-Марцио (титулярная церковь)
Титулярная церковь Сан-Антонио-да-Падова-ин-Кампо-Марцио (лат. Titulus Sancti Antonii in Campo Martio) — титулярная церковь была создана Папой Иоанном Павлом II 21 февраля 2001 года. Титул принадлежит церкви Сант-Антонио-деи-Портогези, расположенной в центре районе Рима Кампо-Марцио, на виа деи Портогези, это национальная церковь португальской общины в Риме.

## Список кардиналов-священников титулярной церкви Сан-Антонио-да-Падова-ин-Кампо-Марцио
- Жозе да Круш Поликарпу, (21 февраля 2001 — 12 марта 2014, до смерти);
- Мануэл Жозе Клементи (14 февраля 2015 — по настоящее время).